# Patience (Album)
Patience ist das fünfte Album von George Michael. Es erschien im März 2004, fünf Jahre nach dem letzten Album. Das Album erschien als erstes seit 1990 wieder bei Sony Music. Es war sehr erfolgreich und stieg in Großbritannien auf Platz eins ein. Auch in Deutschland erreichte es Platz eins der Charts. Über 200.000 Alben wurden in der ersten Woche verkauft, insgesamt verkaufte es sich etwa 10 Millionen Mal.

## Geschichte
Die ersten beiden von sechs Singles, Freeek! und Shoot the Dog wurden schon im Jahr 2002 veröffentlicht. Shoot the Dog war ein vieldiskutiertes Stück über das Verhältnis zwischen Großbritannien und den USA. Tony Blair wurde im Video als Hund dargestellt, der George W. Bush überall hin folgt. Das Stück wurde in den USA nicht als Single veröffentlicht. Im Studio wurde auch eine Coverversion von The Grave von Don McLean aufgenommen, ein Protestsong gegen den Vietnamkrieg. Diesen sang George Michael bereits im März 2003 in der britischen Show Top of the Pops.
Am 26. Mai 2004 trat Michael für die Promotion des neuen Albums in der The Oprah Winfrey Show auf. In der Show sprach er auch über seinen Arrest und sein Coming Out.

## Titelliste
1. Patience (George Michael) – 2:53
2. Amazing (Johnny Douglas, Michael) – 4:25
3. John and Elvis Are Dead (David Austin, Michael) – 4:23
4. Cars and Trains (Douglas, Michael) – 5:51
5. Round Here (Michael) – 5:56
6. Shoot the Dog (Michael) – 5:07
7. My Mother Had a Brother (Michael) – 6:17
8. Flawless (Go to the City) (Michael) – 6:51
9. American Angel (Ruadhri Cushnan, Niall Flynn, James Jackman, Michael) – 4:07
10. Precious Box (Michael) – 7:39
11. Please Send Me Someone (Anselmo's Song) (Michael) – 5:26
12. Freeek! '04 (Cushnan, Flynn, Jackman, Michael) – 4:28
13. Through (Michael) – 5:22
14. Patience (Reprise) (Michael) – 1:30

## Rezeption

### Kritiken
Auf der Seite Allmusic war zu lesen, die lange Pause zum vorigen Album zeige, dass George Michael ein Perfektionist im Studio sei. Jedes Stück ist poliert und viele Details sind zu hören. Auch sei Patience das beste Album seit Listen Without Prejudice Vol. 1, aber es wäre besser wenn George Michael es etwas lockerer anginge.

### Chartplatzierungen
| ChartsChartplatzierungen       | Höchstplatzierung | Wochen |
| ------------------------------ | ----------------- | ------ |
| Deutschland (GfK)              | 1 (19 Wo.)        | 19     |
| Österreich (Ö3)                | 3 (14 Wo.)        | 14     |
| Schweiz (IFPI)                 | 2 (20 Wo.)        | 20     |
| Vereinigte Staaten (Billboard) | 12 (16 Wo.)       | 16     |
| Vereinigtes Königreich (OCC)   | 1 (30 Wo.)        | 30     |

| ChartsJahrescharts (2004)    | Platzierung |
| ---------------------------- | ----------- |
| Deutschland (GfK)            | 27          |
| Österreich (Ö3)              | 44          |
| Schweiz (IFPI)               | 25          |
| Vereinigtes Königreich (OCC) | 20          |

### Auszeichnungen für Musikverkäufe
| Land/Region                  | Auszeichnungen für Musikverkäufe (Land/Region, Auszeichnung, Verkäufe) | Verkäufe    |
| ---------------------------- | ---------------------------------------------------------------------- | ----------- |
| Argentinien (CAPIF)          | Gold                                                                   | 20.000      |
| Australien (ARIA)            | Platin                                                                 | 70.000      |
| Belgien (BRMA)               | Gold                                                                   | 25.000      |
| Dänemark (IFPI)              | Gold                                                                   | 20.000      |
| Deutschland (BVMI)           | Platin                                                                 | 200.000     |
| Europa (IFPI)                | Platin                                                                 | (1.000.000) |
| Frankreich (SNEP)            | Gold                                                                   | 100.000     |
| Italien (FIMI)               | Platin                                                                 | 100.000     |
| Neuseeland (RMNZ)            | Platin                                                                 | 15.000      |
| Niederlande (NVPI)           | Gold                                                                   | 40.000      |
| Österreich (IFPI)            | Gold                                                                   | 15.000      |
| Polen (ZPAV)                 | Gold                                                                   | 20.000      |
| Portugal (AFP)               | Silber                                                                 | 10.000      |
| Schweden (IFPI)              | Gold                                                                   | 30.000      |
| Schweiz (IFPI)               | Gold                                                                   | 20.000      |
| Spanien (Promusicae)         | Gold                                                                   | 50.000      |
| Ungarn (MAHASZ)              | Gold                                                                   | 10.000      |
| Vereinigtes Königreich (BPI) | 2× Platin                                                              | 600.000     |
| Insgesamt                    | 1× Silber · 11× Gold · 7× Platin ·                                     | 1.415.000   |

Hauptartikel: George Michael/Auszeichnungen für Musikverkäufe